# Puras
Puras es un municipio de España, en la provincia de Valladolid, comunidad autónoma de Castilla y León. Tiene una superficie de 10,71 km² con una población de 56 habitantes y una densidad de 5,23 hab/km².

## Geografía

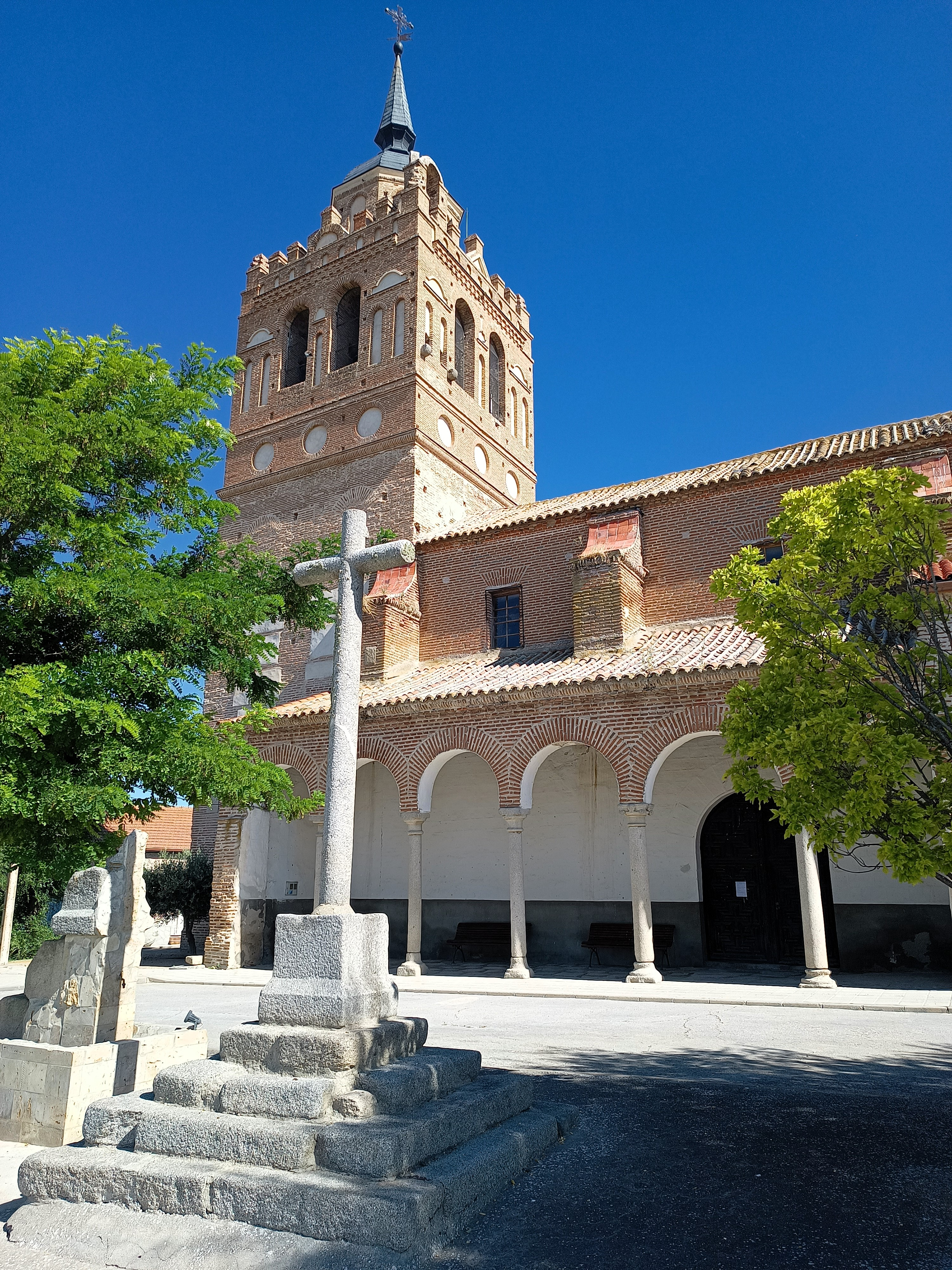
Iglesia de la Asunción de Nuestra Señora

Se sitúa a 55 kilómetros de la ciudad de Valladolid, en la carretera N-601, ocupando un apéndice de terreno que limita con la provincia de Segovia. Se encuentra a 805 metros sobre el nivel del mar. Forma parte de la comarca Tierra de Pinares vallisoletana. 
| Noroeste: Almenara de Adaja  | Norte: Almenara de Adaja | Noreste: Fuente de Santa Cruz           |
| Oeste: Ataquines             |                          | Este: Santiuste de San Juan Bautista    |
| Suroeste: Montejo de Arévalo | Sur: Montejo de Arévalo  | Sureste: Santiuste de San Juan Bautista |

## Geografía humana

### Demografía
Cuenta con una población de 45 habitantes (INE 2024).
| Gráfica de evolución demográfica de Puras entre 1842 y 2021                                                           |
| |
| Población de derecho según los censos de población del INE. Población de hecho según los censos de población del INE. |

| 72                   | 63 | 62 | 63 | 52 | 54 | 58 | 46 | 44 |
| (Fuente: www.ine.es) |    |    |    |    |    |    |    |    |